# Марон (Аргос)
Марон (на старогръцки: Μάρων, Maron) в гръцката митология е цар на Аргос. Той е син на Кейс и внук на Темен, който е праправнук на Херакъл.
Той е брат на Медон и Флиант. Марон става цар на Аргос след брат си Медон.
Марон е баща на Тестий, който го наследява на трона.